# Кирил Татарчев
Кирил Татарчев е български революционер, деец на Македонската младежка тайна революционна организация (ММТРО), подразделение на Вътрешната македонска революционна организация.

## Биография
Роден е в Ресен. Студент е в Белград и Дармщад, където е председател на студентското дружество.
Включва се в дейността на Македонската младежка тайна революционна организация (ММТРО) и става член на окръжната ръководна петорка на Охридския революционен окръг. ММТРО, представляваща четирите революционни окръга във Вардарска Македония, при срещата през август 1926 г. с ръководни дейци на ВМРО.
При арестите през юни 1927 година на дейци на ММТРО Кирил Татарчев остава неразкрит от сръбските власти. От затвора Димитър Гюзелов съобщава на Иван Бояджиев във Виена имената на останалите на свобода отговорни дейци. [Иван Бояджиев се свързва с Кирил Татарчев и Кирил Ципушев, по това време следващи в Белград, и се предприемат действия за възстановяването на организацията. Чрез тях през октомври 1927 година се разпраща шифрована инструкция до всички петорки на ММТРО във Вардарска Македония за по-нататъшните действия. За да не се допускат нови разкрития, в практическата дейност трябва да се включват само младежи и девойки, които са вън от всякакво подозрение. На окръжните петорки се възлага, където е възможно, да се действа организирано, а където не може, всеки да действа самостоятелно според конкретните условия.